# Mustaʿlīten
Die Mustaʿlīten (arabisch مستعلي Mustaʿlī) sind ismailitische Muslime, deren Name daher rührt, dass sie den Fatimiden-Herrscher al-Musta'li als den neunzehnten Imam bzw. den neunten Kalifen und legitimen Nachfolger seines Vaters, al-Mustansir, betrachten. Dagegen glauben die Nizāriyya-Muslime – heute unter Führung des Aga Khan – dass Musta‘līs älterer Bruder, Nizār, der rechtmäßige neunzehnte Imam wäre.

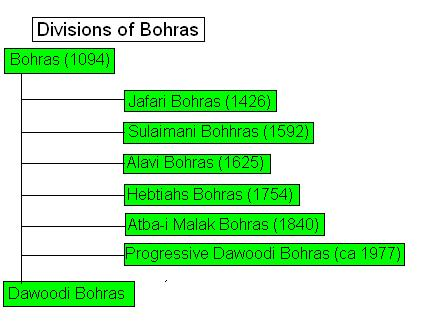
Gruppen der Bohras (Musta'liten)

Diese Spaltung der Ismailiten in Ägypten in Fraktionen der Nizariten und der Musta'liten ereignete sich im Jahr 1094.
Nach dem Tod des 8. Fatimiden-Kalifen Mustansir (gest. 1094) war die Nachfolge umstritten. Der Regent al-Afdal Schahanschah setzte Mustansirs jüngeren Sohn al-Mustali als 9. Kalifen auf dem Thron. Dagegen wehrte sich der ältere Sohn Nizar, der jedoch besiegt wurde und im Gefängnis starb. Dieser Streit führte zur Aufspaltung in die beiden Zweige der Musta'liten und der Nizariten, die es bis heute gibt.
Die Musta'liten werden auch als Tayyibiten oder Ṭayyibī (arabisch طيبي) bezeichnet, nach dem letzten von ihnen anerkannten (einundzwanzigsten) Imām, Abu l-Qasim at-Tayyib, dem Sohn von al-Amir (1096–1130), des 20. Imams. Ursprünglich wurde unterschieden zwischen den Tayyibiten (al-Ṭayyibiyya) und den Hafiziten (al-Ḥāfiziyya), die al-Hafiz, den Fatimiden-Herrscher Ägyptens zwischen 1130 und 1149 als legitimen Imām anerkennen, und nicht Tayyib Abi l-Qasim. Die Hafiziten verloren alle Unterstützung nach dem Untergang der Fatimiden-Dynastie; die heutigen Musta'liyya sind alle Tayyibiten.
Die Mehrzahl der Musta'liten glaubte, dass at-Tayyib entschwunden sei, aber dass er sich in einer Verborgenheit aufhalte wie der Mahdi, so wie es die Ismailiten ursprünglich von Muhammad ibn Ismail glaubten.
Die größte Musta'liten-Gruppe ist die der Bohras, von denen die vor allem in Indien anzutreffende Gruppe der Dawudi Bohras die größte ist.